# К тебе или ко мне?
«К тебе или ко мне?» (англ. Your Place or Mine) — художественный фильм режиссёра и сценариста Алин Брош Маккенны, главные роли в котором сыграли Риз Уизерспун и Эштон Кутчер. Премьера картины состоялась на Netflix 10 февраля 2023 года.

## Сюжет
Главные герои — друзья, живущие в разных городах, Нью-Йорке и Лос-Анжелесе. Они решают на неделю поменяться домами: Питер будет присматривать за сыном Дебби, пока она осуществляет свою мечту.

## В ролях
- Риз Уизерспун — Дебби
- Эштон Кутчер — Питер

## Производство и премьера
Проект был анонсирован в мае 2020 года. Фильм сняла Алин Брош Маккена по собственному сценарию. Главную роль получила Риз Уизерспун, в августе 2021 года к ней присоединился Эштон Кутчер. Съёмки начались в октябре 2021 года в Бруклине.
Премьера состоялась 10 февраля 2023 года на Netflix.

## Восприятие
Рецензент Фильм.ру охарактеризовал «К тебе или ко мне?» как «неуютный ромком», «двухчасовое мыло», авторы которого не смогли должным образом использовать «каст из актёров совершенно разного ранга» — Уизерспун и Кутчера.